# Dirksen Senate Office Building
Dirksen Senate Office Building är en byggnad i området United States Capitol Complex i den amerikanska huvudstaden Washington, D.C. och är en av tre kontorsfastigheter för medlemmar i USA:s senat. Den ägs och underhålls av den federala myndigheten Architect of the Capitol. Byggnaden ritades av arkitekterna Otto R. Eggers och Daniel Paul Higgins och byggnaden stod färdig den 15 oktober 1958. Den är namngiven efter minoritetsledaren och politikern Everett Dirksen.